# Gants Hill (métro de Londres)
Gants Hill est une station de la Central line, du métro de Londres, en zone 4. Elle est située sur la Cranbrook Road à Gants Hill, dans le borough londonien de Redbridge.

## Services aux voyageurs

### Desserte

Installations et desserte
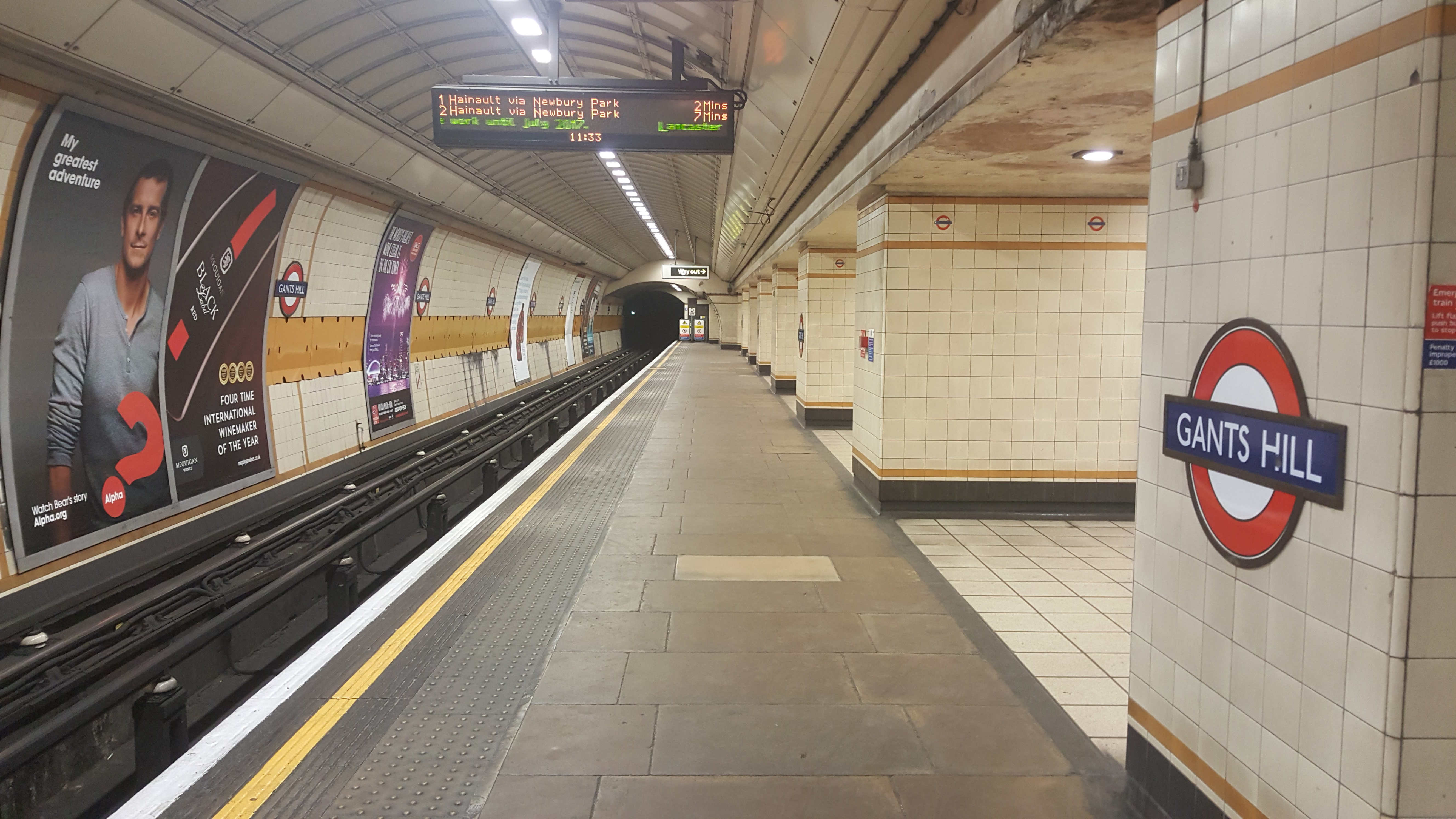
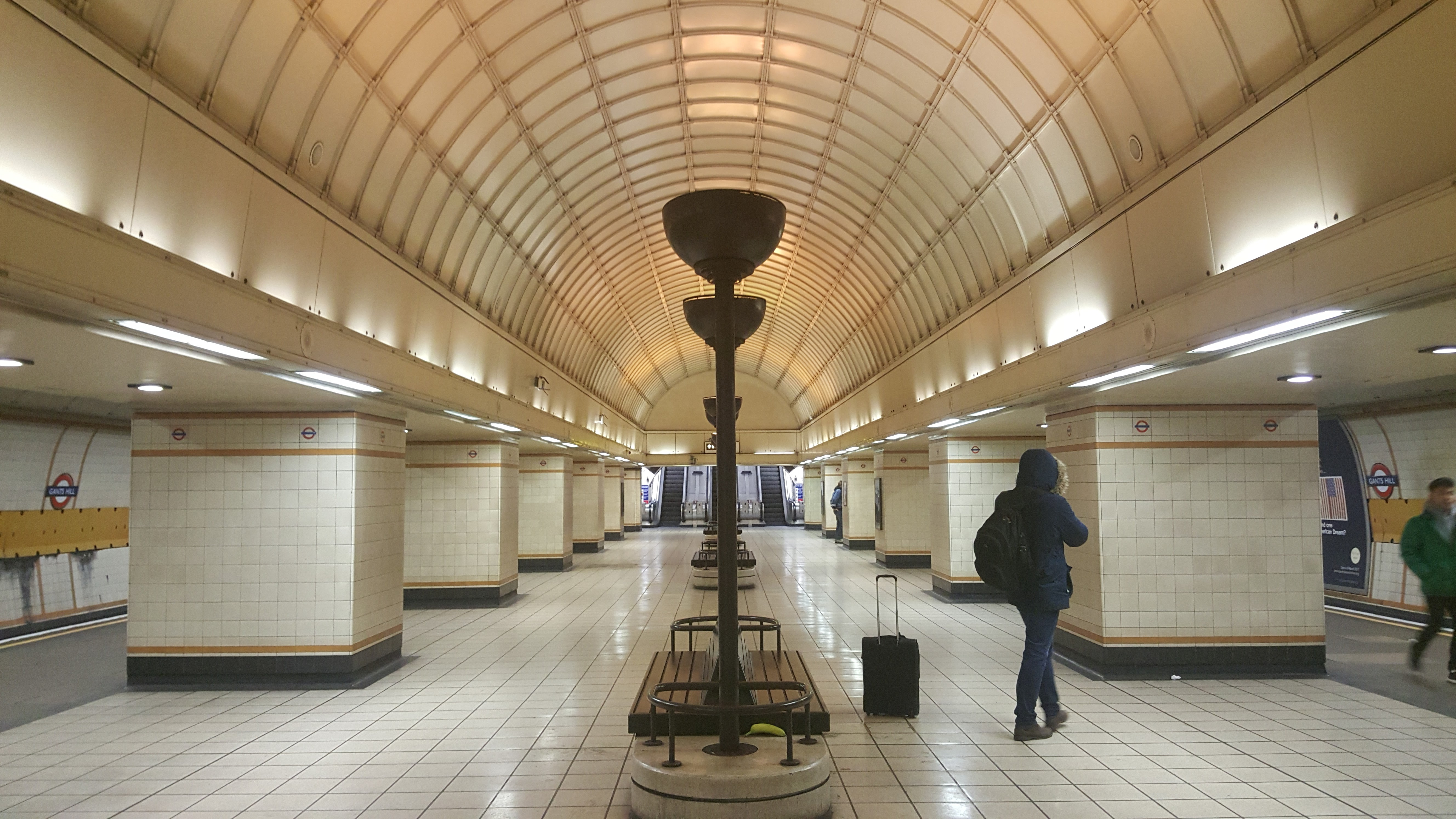
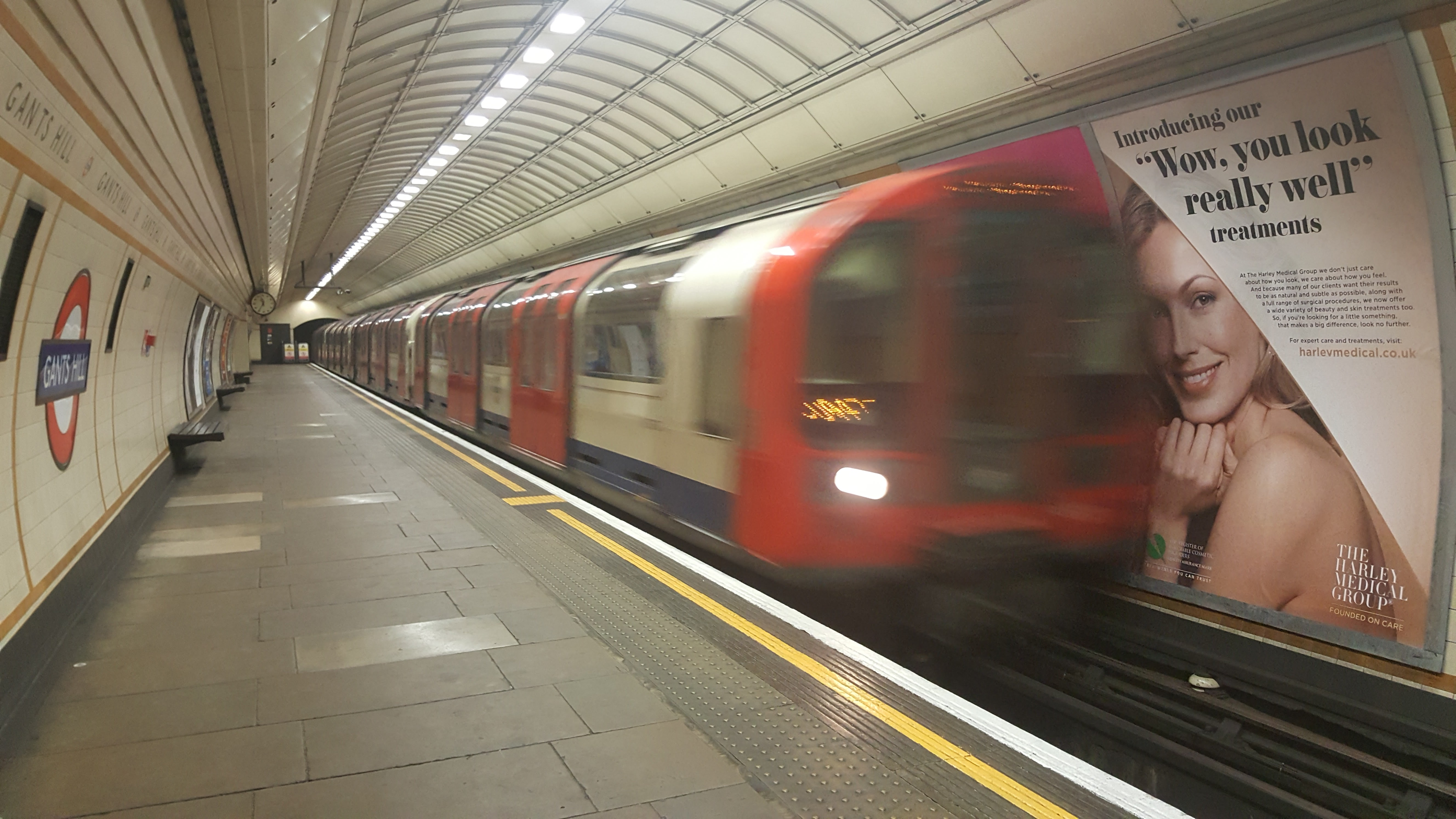

## À proximité
- Gants Hill